# Letzte Ruhe
Letzte Ruhe (Originaltitel: Resting Place) ist ein US-amerikanisches Filmdrama aus dem Jahr 1986. Die Regie führte John Korty, das Drehbuch schrieb Walter Halsey Davis. Die Hauptrolle spielte John Lithgow.

## Handlung
In den frühen 1970ern begleitet Major Kendall im Auftrag der Army die sterblichen Überreste des Offiziers Dwight Johnson in dessen Heimatstädtchen Rockville. Doch aus der geplanten feierlichen Beisetzung wird nichts, denn als Schwarzer darf Robertson nicht unter Weißen liegen. Die weißen Bewohner von Rockville sehen das als Genugtuung, und die lokale Zeitung spielt den Vorfall hinunter. Betroffen von der Trauer der Johnsons beschließt Kendall, das bestmögliche zu versuchen. Er schließt mit dem Redakteur der Zeitung die Abmachung, ein positives Interview über Officer Johnson zu drucken, wenn im Gegenzug Kendall die Informationen von seiner Einheit beschafft. Dies ist möglich, da rechtliche Abklärungen wegen des Grabes noch andauern. So macht er sich auf den Weg zu Johnsons Einheit. Johnson wurde für einen Silverstar vorgeschlagen. Doch bei allen Befragungen stößt er auf Ablehnung, alle Versionen ähneln sich sehr. Doch tiefere Informationsbeschaffung gelingt ihm nicht, da sich alle aufs Minimum beschränken.
Kendall ist sich sicher, dass sie ihm etwas verschweigen. Aber auch hartnäckige Nachforschungen haben keinen Erfolg, bis er auf den Namen eines bisher nicht genannten Einheitsmitglied stößt. Er sucht Sp4 Beyer und findet ihn in einem abgelegenen Militärpflegeheim. Er sitzt im Rollstuhl, da er beide Beine verloren hat. Anfangs abweisend, wird er im Laufe der Befragung emotional und fängt an zu weinen. In den Armen Kendalls erzählt er die Wahrheit über Johnsons Tod. Kendall lässt alle Einheitsmitglieder zusammenkommen, um die Wahrheit aufzudecken. Demnach änderte Bayer die von Johnson durchgegebenen Koordinaten für einen Luftschlag, da er glaubte, Schwarze können keine Taktiken anwenden. Jedoch waren die Koordinaten falsch, was der Einheit fast das Leben durch Eigenbeschuss kostete. Das Vertrauen der Einheit in Johnson sinkt, da sie fälschlicherweise ihn als Sündenbock für das Malheur ausmachten.
Als Johnson zu einem Frontalangriff befiehlt, blieben alle außer Johnson und Bayer – von Schuldgefühlen geplagt – im Schützenloch, was Johnson das Leben und Bayer die Beine mangels Deckung der anderen kostet. Johnson kann jedoch mit seinem letzten Atemzug eine Granate auf das feindliche Vietcong-Lager werfen. Für diese Tat wird er für einen Silverstar vorgeschlagen. Da nun die Wahrheit aufgedeckt ist, beschließen die Einheitsmitglieder, als Träger für Johnsons Sarg zu dienen. So läuft am nächsten Tage die Trauergemeinschaft zum Friedhof, sie wird jedoch vom Polizeichef aufgehalten. Nach einer berührenden Rede von Beyer können sie letztlich doch noch das Grab erreichen und Johnson beerdigen.

## Synchronisation
Es existieren zwei deutsche Synchronfassungen. Die erste entstand bei der Berliner Synchron. Engelbert von Nordhausen schrieb das Dialogbuch und führte Regie. Die zweite entstand bei der Das Studio GmbH, Neu-Isenburg. Norbert Schenk führte Dialogregie.
| Rolle                 | Darsteller         | Synchronsprecher (TV 1993)            | Synchronsprecher (DVD 2007) |
| --------------------- | ------------------ | ------------------------------------- | --------------------------- |
| Maj. Kendall Laird    | John Lithgow       | Norbert Gescher                       | Aart Veder                  |
| Gen. Willard P. Hauer | Richard Bradford   | Eberhard Prüter oder Manfred Petersen | ?                           |
| Luther Johnson        | Morgan Freeman     | Horst Kempe                           | Dirk Pettenkofer            |
| Sam Jennings          | G.D. Spradlin      | Eric Vaessen                          | ?                           |
| Ada Johnson           | CCH Pounder        | Renate Rennhack                       | ?                           |
| Eudora McCallister    | Frances Sternhagen | Renate Danz                           | ?                           |
| Sarge                 | M. Emmet Walsh     | Alexander Herzog                      | Gordon Piedesack            |
| Sp4 Beyer             | Brian Tarantina    | Benjamin Völz                         | ?                           |
| Mervyn Oliver         | Tegan West         | Torsten Michaelis                     | ?                           |
| Booker T. Douglas     | Richard Brooks     | Martin Keßler                         | ?                           |

## Hintergrund
Der Film wurde in Covington, Georgia gedreht.

## Kritik
Das Lexikon des internationalen Films nannte Letzte Ruhe ein „gut gespieltes Drama um Rassendiskriminierung und Vietnam-Krieg“.